# Ezpeleta (Francia)
Ezpeleta o Espeleta (en francés y oficialmente, Espelette; en euskera Ezpeleta) es una localidad y comuna francesa situada en el departamento de Pirineos Atlánticos, en la región de Nueva Aquitania y en el territorio histórico vascofrancés de Labort.
Ezpeleta destaca por ser el centro de producción de pimientos de calidad que reciben desde el año 2000 la denominación protegida oficial de AOC Pimiento de Ezpeleta, a la que da nombre, así como por la cría de caballos de la raza pottoka. Es la localidad natal del naturalista Armand David, descubridor para el mundo occidental en el siglo XIX de la existencia del panda gigante.
Limita al norte con Ustaritz y Larressore, al oeste con Ainhoa  y Souraïde y al este con Itxassou.

## Toponimia
Su nombre es de origen vasco, procedente de la unión de la palabra ezpel (boj) y el sufijo abundancial -eta, de manera que su significado es "lugar de abundancia de bojes" o "bojedal".

## Heráldica
En campo de plata, un león rampante, de gules.

## Demografía
| Gráfica de evolución demográfica de Espelette entre 1800 y 2012 |
|                                                                 |

Fuentes: Ldh/EHESS/Cassini e INSEE.

## Patrimonio
El cultivo de pimientos remonta a su introducción en el valle del Nive desde las Américas durante el siglo XVI a la imagen de la introducción por el marino guipúzcoano Gonzalo de Percarteguy del maíz o el trigo de Indias en 1523. El proceso de secado de los pimientos a finales del verano favorece escenas características cuando tiene lugar agrupando largas guirnaldas que se exponen sobre las fachadas y balcones de numerosas casas de la localidad.
La ganadería se encuentra en Ezpeleta especializada en el cuidado del pottok al que se dedica una feria todos los martes y miércoles del mes de enero.
Con una iglesia que conserva el mobiliario del siglo XVII, en su cementerio destaca el panteón en estilo art-decó diseñado por Agnès Souret, galardonada Miss Francia en el primer concurso del género celebrado en 1920.
La localidad se encuentra en las proximidades del monte Mondarrain, del euskera arrano mendi o "montaña de águilas", que alcanza los 750 m. de altitud y hacia donde parten diversos senderos que permiten la práctica de la escalada por sus laderas rocosas de gres.

## Personalidades
- Jean Duvoisin, escritor en euskera y traductor
- Armand David (1826–1900), religioso naturalista y botánico, misionero católico en China y Tíbet.
- Roger Etchegaray (1922-2019), miembro de la jerarquía católica, Arzobispo emérito de Marsella.
- Georges Viers, profesor honoris de la Universidad de Toulouse - Le Mirail y exdirector del Instituto de Geografía Daniel Faucher.